# زمین‌لرزه ۱۹۸۰ الاصنام
زمین‌لرزه الجزایر  در تاریخ ۱۰ اکتبر ۱۹۸۰ میلادی، برابر با ‎۱۸ مهر ۱۳۵۹، ساعت ۱۲:۲۵:۲۳ به زمان یوتی‌سی در الجزایر رخ داد. ژرفای این زلزله ۱۲٫۴ کیلومتر بود، و بزرگی آن ۷٫۱ در مقیاس Mw اعلام شده‌است. زمین‌لرزه به وقت محلی در روز جمعه، ساعت ۱۳ روی داده و منطقه زمانی آن یوتی‌سی +۱ بوده‌است .
سازمان زمین‌شناسی آمریکا نیز رومرکز این زمین‌لرزه را در مختصات ۳۶°۱۱′۴۲″شمالی ۱°۲۱′۱۴″شرقی / ۳۶٫۱۹۵°شمالی ۱٫۳۵۴°شرقی و ژرفای آن را در ۱۰ کیلومتر گزارش کرده‌است. بزرگی برگزیدهٔ این سازمان از میان بزرگیهای محاسبه‌شدهٔ مختلف ۷٫۷ در مقیاس ریشتر بوده و از دید اثر، در میان چهار دسته‌بندی «نامحسوس»، «محسوس»، «زیان‌آور» یا «با تلفات»، زلزله را «با تلفات» اعلام کرده‌است.
پروژهٔ «تنسور گشتاور مرکزوار» زاویه‌های (راستا، شیب، ریک) گسل سازندهٔ زمین‌لرزه و صفحه عمود بر آن را (°۲۴۷، °۳۰، °۱۰۵) یا (°۵۰، °۶۱، °۸۱) و نوع گسل را «معکوس» فرارسانده‌است.
شمار کشتگان زلزله حدود ۵۰۰۰ نفر بوده‌است.تعداد زخمیان ۹۰۰۰ نفر برآورده شده‌است.بی‌خانمان شدگان نیز ۴۴۳۰۰۰ نفر اعلام شده‌است.

## زمین‌لرزه ساعت ۱۵:۳۹:۰۹
زمین‌لرزه‌ی دیگری در همان روز ساعت ۱۵:۳۹:۰۹ به زمان یوتی‌سی در الجزایر ، منطقه الاصنام رخ داد. ژرفای این زلزله ۱۲٫۱ کیلومتر بود، و بزرگی آن ۶٫۲ در مقیاس Mw اعلام شده‌است. زمین‌لرزه به وقت محلی در ساعت ۱۶ روی داد.
سازمان زمین‌شناسی آمریکا رومرکز این زمین‌لرزه را در مختصات ۳۶°۱۳′۱۶″شمالی ۱°۳۶′۴۰″شرقی / ۳۶٫۲۲۱°شمالی ۱٫۶۱۱°شرقی و ژرفای آن را در ۱۰ کیلومتر گزارش کرده‌است. بزرگی برگزیدهٔ این سازمان از میان بزرگیهای محاسبه‌شدهٔ مختلف ۶٫۲ در مقیاس Mb بوده و از دید اثر، در میان چهار دسته‌بندی «نامحسوس»، «محسوس»، «زیان‌آور» یا «با تلفات»، زلزله را «با تلفات» اعلام کرده‌است.
پروژهٔ «تنسور گشتاور مرکزوار» زاویه‌های (راستا، شیب، ریک) گسل سازندهٔ زمین‌لرزه و صفحه عمود بر آن را (°۵۸، °۴۳، °۸۱) یا (°۲۵۰، °۴۷، °۹۸) و نوع گسل را «معکوس» فرارسانده‌است.